# أبريق (آذغان)
أبریق (بالفارسية: ابریق) هي منطقة سكنية تقع في إيران في قسم آذغان الریفي. يقدر عدد سكانها بـ 191 نسمة بحسب إحصاء 2016.